# Lingue cartveliche
Le lingue cartveliche (in georgiano ქართველური ენები?, kartveluri enebi; note anche come caucasiche meridionali o iberiche) sono una famiglia di lingue parlate nella zona meridionale del Caucaso, principalmente in Georgia. Il numero totale di parlanti nel mondo ammonta a circa 5,2 milioni di persone, con grandi comunità in Turchia, in Azerbaigian, in Iran, in Grecia, in Russia e in Israele.
La famiglia cartvelica non ha legami genetici accertati con nessun'altra famiglia linguistica del mondo, neppure con le lingue caucasiche nordoccidentali o con quelle nordorientali. La prima fonte letteraria delle lingue cartveliche (l'iscrizione di Abba Antoni, composta in alfabeto georgiano antico nel monastero georgiano vicino a Betlemme) risale al 430 d.C.

## Classificazione
La famiglia caucasica meridionale è costituita da quattro lingue strettamente connesse:
- Lingua proto-carto-zana
  - Lingua georgiana [codice ISO 639-3 kat] (ქართული ენა, kartuli ena) circa con 4,5 milioni di parlanti nativi, principalmente in Georgia. Ci sono anche gruppi parlanti georgiano in Russia, Turchia, Iran, Israele, e Unione europea, ma il numero attuale e la distribuzione sono ignote.
  - Lingue zan
    - Lingua mingrelia [xmf] (მარგალური ნინა, margaluri nina), con 500.000 parlanti nativi, come risulta nel 1989, principalmente stanziati nelle regioni della Georgia occidentale Samegrelo ed Abcasia (attualmente solo nel distretto di Gali). Il numero dei parlanti mingrelio nell'Abcasia è diminuito drasticamente nel 1990 a seguito di pulizia etnica dei georgiani, la stragrande maggioranza dei quali erano mingreli.
    - Lingua laz [lzz] (ლაზური ნენა, lazuri nena), con 220.000 parlanti nativi, come risulta nel 1980, in massima parte stanziati lungo la zona litorale del Mar Nero, nella Turchia nord-orientale, e con quasi 30.000 in Agiaria, Georgia.
- Lingua svan [sva] (ლუშნუ ნინ, lušnu nin), circa con 35.000–40.000 parlanti nativi principalmente nelle regioni montane della Georgia nord-occidentale (Svaneti e in misura minore nelle gole Kodori di Abcasia).

### Albero genealogico
|       |       |       |       |       |       |  |  |      |      |      |      | Proto-cartvelico |      |  |  |           |           |                  |           |           |           |  |  |           |           |           |           |           |           |  |  |  |  |
|       |       |       |       |       |       |  |  |      |      |      |      |                  |      |  |  |           |           |                  |           |           |           |  |  |           |           |           |           |           |           |  |  |  |  |
|       |       |       |       |       |       |  |  |      |      |      |      |                  |      |  |  |           |           |                  |           |           |           |  |  |           |           |           |           |           |           |  |  |  |  |
|       |       |       |       |       |       |  |  |      |      |      |      |                  |      |  |  |           |           | Proto-carto-zano |           |           |           |  |  |           |           |           |           |           |           |  |  |  |  |
|       |       |       |       |       |       |  |  |      |      |      |      |                  |      |  |  |           |           |                  |           |           |           |  |  |           |           |           |           |           |           |  |  |  |  |
|       |       |       |       |       |       |  |  |      |      |      |      |                  |      |  |  |           |           |                  |           |           |           |  |  |           |           |           |           |           |           |  |  |  |  |
|       |       |       |       |       |       |  |  |      |      |      |      | Proto-zano       |      |  |  |           |           |                  |           |           |           |  |  |           |           |           |           |           |           |  |  |  |  |
|       |       |       |       |       |       |  |  |      |      |      |      |                  |      |  |  |           |           |                  |           |           |           |  |  |           |           |           |           |           |           |  |  |  |  |
|       |       |       |       |       |       |  |  |      |      |      |      |                  |      |  |  |           |           |                  |           |           |           |  |  |           |           |           |           |           |           |  |  |  |  |
| Svano | Svano | Svano | Svano | Svano | Svano |  |  | Lazo | Lazo | Lazo | Lazo | Lazo             | Lazo |  |  | Mingrelio | Mingrelio | Mingrelio        | Mingrelio | Mingrelio | Mingrelio |  |  | Georgiano | Georgiano | Georgiano | Georgiano | Georgiano | Georgiano |  |  |  |  |

Queste lingue sono chiaramente relazionate, e il laz e il megrelio sono talvolta considerati dialetti di una singola lingua, chiamata "zan". Il collegamento venne per la prima volta riferito nella letteratura linguistica da J. Güldenstädt nel XVIII secolo, e più tardi dimostrato da G. Rosen, M. Brosset, F. Bopp e altri nel decennio 1840-1850. Si è creduto che queste due lingue fossero andate a separarsi da un'unica lingua proto-cartvelica, forse parlata nella regione dell'attuale Georgia e Turchia settentrionale, nel III e II millennio a.C..
In base al grado di mutamento, alcuni linguisti (inclusi A. Chikobava, G. Klimov, T. Gamkrelidze, e G. Machavariani) ipotizzano che la separazione più arcaica, che divise lo svan dalle altre lingue, si verificò nel II millennio a.C. o anche prima; mentre il megrelio e il laz vennero a separarsi dal georgiano grosso modo un migliaio di anni più tardi, e da tutte le altre lingue circa 500 anni fa. Tuttavia, questi dati erano stati dedotti utilizzando il metodo controverso della glottocronologia e quindi andrebbero presi più che altro come un tentativo sperimentale.

### Collegamenti a livello maggiore
Nessuna relazione con altre lingue è stata dimostrata finora, nemmeno con le lingue caucasiche settentrionali, a causa della mancanza di corrispondenze di suono tra le famiglie caucasiche settentrionali e quelle meridionali. Alcuni linguisti hanno proposto che la famiglia kartvelica fosse parte di una famiglia linguistica nostratica molto più vasta, ma sia la concezione di una famiglia nostratica che la relazione georgiana restano alquanto discutibili.
Sono state spesso poste in rilievo alcune somiglianze grammaticali con il basco, specialmente per quel che riguarda il sistema dei casi. Tuttavia, queste teorie, che tendono anche a collegare le lingue caucasiche con le altre non-indoeuropee e non-semitiche del Vicino Oriente dei tempi andati, sono generalmente considerate prive di un'evidenza inoppugnabile e dunque devono essere valutate puramente come ipotetiche.
Ogni similitudine con gli altri phyla linguistici può essere dovuta alle influenze areali. È stato osservato un forte prestito linguistico in entrambe le direzioni (vale a dire, dalle lingue caucasiche settentrionali a quelle meridionali e viceversa): è quindi probabile che anche alcune caratteristiche grammaticali siano state influenzate. Se l'ipotesi denecaucasica, con i tentativi di collegare il basco, burushaski, le lingue caucasiche settentrionali e altri phyla, fosse corretta, allora le somiglianze con il basco potrebbero anche essere dovute a queste influenze, per quanto indirette. Si sa che il vocabolario proto-kartvelico, in qualche misura, venne influenzato anche dalle lingue indoeuropee, probabilmente a causa del contatto durante uno stadio arcaico tra le culture proto-kartvelica e proto-indoeuropea.

## Esempi dal lessico ereditato
|                  | proto-cartvelico form | carto-zan        | carto-zan           | carto-zan                   | carto-zan                                      | svano               |
| proto-forma      | proto-cartvelico form | georgiano        | mingrelio           | lazo                        |                                                | svano               |
| ---------------- | --------------------- | ---------------- | ------------------- | --------------------------- | ---------------------------------------------- | ------------------- |
| 1. uno, 2. altro | *s₁xwa [ʂxwɑ]         | *s₁xwa [ʂxwɑ]    | sxva [sxvɑ] (altro) | šxva [ʃxva] (altro)         | čkva / škva [t͡ʃkvɑ] / [ʃkvɑ] (altro, un altro) | e-šxu [ɛ-ʃxu] (uno) |
| uno              | n/a                   | *erti [ɛrti]     | erti [ɛrti]         | arti [ɑrti]                 | art [ɑrt]                                      | n/a                 |
| due              | *yori [jɔri]          | *yori [jɔri]     | ori [ɔri]           | žiri / žəri [ʒiri] / [ʒəri] | žur / ǯur [ʒur] / [d͡ʒur]                       | yori [jɔri]         |
| tre              | *sami [sɑmi]          | *sami [sɑmi]     | sami [sɑmi]         | sumi [sumi]                 | sum [sum]                                      | semi [sɛmi]         |
| quattro          | *o(s₁)txo [ɔ(ʂ)txɔ]   | *otxo [ɔtxɔ]     | otxi [ɔtxi]         | otxi [ɔtxi]                 | otxo [ɔtxɔ]                                    | w-oštxw [w-ɔʃtxw]   |
| cinque           | *xu(s₁)ti [xu(ʂ)ti]   | *xuti [xuti]     | xuti [xuti]         | xuti [xuti]                 | xut [xut]                                      | wo-xušd [wɔ-xuʃd]   |
| sei              | *eks₁wi [ɛkʂwi]       | *eks₁wi [ɛkʂwi]  | ekvsi [ɛkvsi]       | amšvi [ɑmʃwi]               | anši [ɑnʃi]                                    | usgwa [usɡwɑ]       |
| sette            | *šwidi [ʃwidi]        | *šwidi [ʃwidi]   | švidi [ʃvidi]       | škviti [ʃkviti]             | škvit [ʃkvit]                                  | i-šgwid [i-ʃɡwid]   |
| otto             | *arwa [ɑrwɑ]          | *arwa [ɑrwɑ]     | rva [rvɑ]           | ruo / bruo [ruɔ] / [bruɔ]   | ovro [ɔvrɔ]                                    | ara [ɑrɑ]           |
| nove             | *c₁xara [t͡ʂxɑrɑ]      | *c₁xara [t͡ʂxɑrɑ] | cxra [t͡sxrɑ]        | čxoro [t͡ʃxɔrɔ]              | čxoro [t͡ʃxɔrɔ]                                 | čxara [t͡ʃxɑrɑ]      |
| dieci            | *a(s₁)ti [ɑ(ʂ)ti]     | *ati [ɑti]       | ati [ɑti]           | viti [viti]                 | vit [vit]                                      | ešd [ɛʃd]           |
| venti            | n/a                   | *oc₁i [ɔt͡ʂi]     | oci [ɔt͡si]          | eči [ɛt͡ʃi]                  | eči [ɛt͡ʃi]                                     | n/a                 |
| cento            | *as₁i [ɑʂi]           | *as₁i [ɑʂi]      | asi [ɑsi]           | oši [ɔʃi]                   | oši [ɔʃi]                                      | aš-ir [ɑʃ-ir]       |

| Pronomi personali  | Pronomi personali     | Pronomi personali | Pronomi personali                     | Pronomi personali                 | Pronomi personali                                       |
|                    | proto-cartv.          | georgiano         | mingrelio                             | lazo                              | svano                                                   |
| ------------------ | --------------------- | ----------------- | ------------------------------------- | --------------------------------- | ------------------------------------------------------- |
| Io                 | *me [mɛ]              | me [mɛ]           | ma [mɑ]                               | ma [mɑ]                           | mi [mi]                                                 |
| Tu                 | *sen [sɛn]            | šen [ʃɛn]         | si [si]                               | si [si]                           | si [si]                                                 |
| Quello             | *e- [ɛ-]              | e-sa [ɛ-sɑ]       | e-na [ɛ-nɑ]                           | (h)e-ya [(h)ɛ-jɑ]                 | e-ǯa [ɛ-d͡ʒɑ]                                            |
| Noi                | *čwen [t͡ʃwɛn]         | čven [t͡ʃvɛn]      | čki(n) / čkə(n) [t͡ʃki(n)] / [t͡ʃkə(n)] | čkin / čkun [t͡ʃkin] / [t͡ʃkun]     |                                                         |
| Voi                | *stkwen [stkwɛn]      | tkven [tkvɛn]     | tkva(n) [tkvɑ(n)]                     | tkvan [tkvɑn]                     | sgäy [sɡæj]                                             |
| Pronomi possessivi |                       |                   |                                       |                                   |                                                         |
|                    | proto-cartv.          | georgiano         | mingrelio                             | lazo                              | svano                                                   |
| Mio                | *č(w)e-mi [t͡ʃ(w)ɛ-mi] | če-mi [t͡ʃɛ-mi]    | čki-mi [t͡ʃki-mi]                      | čki-mi [t͡ʃki-mi]                  | mi-šgu [mi-ʃɡu]                                         |
| Tuo                | *š(w)eni [ʃ(w)ɛni]    | šeni [ʃɛni]       | skani [skɑni]                         | skani [skɑni]                     | i-sgu [i-sɡu]                                           |
| Suo                | *m-is₁ [m-iʂ]         | m-is-i [m-is-i]   | mu-š-i [mu-ʃ-i]                       | mu-š-i [mu-ʃ-i]                   | m-ič-a [m-it͡ʃ-ɑ]                                        |
| Nostro             | *čweni [t͡ʃwɛni]       | čveni [t͡ʃvɛni]    | čkini / čkəni [t͡ʃkini] / [t͡ʃkəni]     | čkini / čkuni [t͡ʃkini] / [t͡ʃkuni] | gu-šgwey (excl.) [ɡu-ʃɡwɛj] ni-šgwey (incl.) [ni-ʃɡwɛj] |
| Vostro             | *stkweni [stkwɛni]    | tkveni [tkvɛni]   | tkvani [tkvɑni]                       | tkvani [tkvɑni]                   | i-sgwey [i-sɡwɛj]                                       |

## Stato sociale e culturale
Il georgiano è la lingua ufficiale della repubblica di Georgia (Saqartvelo), parlato dal 90% della popolazione, e la lingua principale usata per la letteratura e i rapporti di lavoro da tutti i parlanti kartvelici della Georgia.  Essa viene scritta tramite un originale alfabeto, e il testo letterario sopravvissuto più antico risale al V secolo d.C. - la sola lingua caucasica che possiede una tradizione letteraria antica. Il vecchio alfabeto georgiano sembra sia stato derivato da quello aramaico, con influenze greche.
Il mingrelio è stato scritto con l'alfabeto georgiano fin dal 1864, specialmente nel periodo che va dal 1930 al 1938, quando i megreli godettero di una qualche autonomia culturale, e dopo il 1989.
La lingua laz veniva scritta principalmente tra il 1927 e il 1937, e adesso di nuovo in Turchia, con l'alfabeto latino. Il laz va comunque scomparendo man mano che i suoi parlanti vanno ad integrarsi nella più grande società turca.